# Maximilien de Meuron

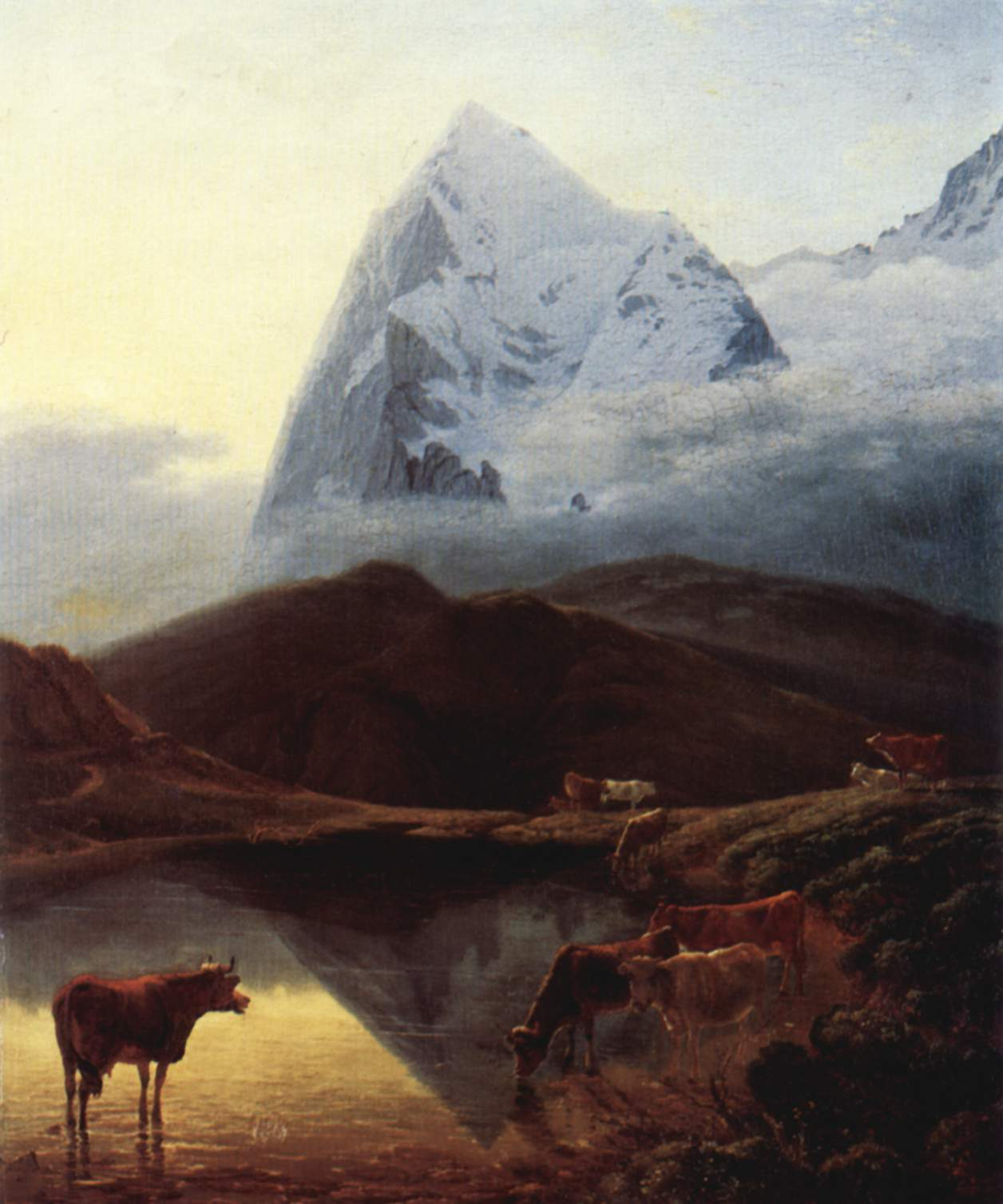
Le Grand Eiger vu de la Wengeneralp, um 1823, Öl auf Leinwand

Maximilien de Meuron (* 8. September 1785 in Corcelles-près-Concise; † 27. Februar 1868 in Neuchâtel) war ein Schweizer Landschaftsmaler der Romantik.

## Leben und Werk
De Meuron stammte aus einer adeligen Familie. Er studierte Rechtswissenschaft in Berlin. Reisen nach Paris und Neapel vermittelten ihm neue Eindrücke. Besonders die französischen Barockmaler Claude Lorrain und Nicolas Poussin beeinflussten ihn massgeblich. In der Tradition Deutschschweizer Maler wie Johann Heinrich Wüest und Caspar Wolf bezog er seine Motive mitunter aus den Alpen und übte damit Einfluss auf spätere Westschweizer Alpenmaler wie Alexandre Calame und François Diday aus. Sein bekanntestes Werk, das Ölgemälde Le Grand Eiger vu de la Wengeneralp, entstand 1823 und fällt auf durch einen ungewöhnlichen Bildaufbau und eine ätherische Beleuchtung.
De Meuron setzte sich mit der Organisation von Ausstellungen sowie mit den Gründungen der Société des amis des arts und des städtischen Musée peinture für die Entfaltung der Kunst in Neuenburg ein. Ab 1825 war er Mitglied der Königlich Preußischen Akademie der Künste. De Meurons Sohn und Schüler war Albert de Meuron.
Eine Porträtbüste de Meurons, 1856 geschaffen vom Basler Bildhauer Ferdinand Schlöth, befindet sich im Musée d’art et d’histoire in Neuenburg.